# Albert Raes
Albert Jean Théodule Raes (* 21. Februar 1932 in Brügge) ist ein belgischer Richter und Honorarkonsul in Marokko. Er war Direktor der  belgischen Staatssicherheit.

## Biografie
Raes ist der Sohn von Firmin Raes, Exekutivmitglied von La Brugeoise et Nivelles. Nach dem Abitur am Sint-Lodewijkcollege in Brügge (1951) studierte er an der Katholischen Universität von Löwen und promovierte in Rechtswissenschaften. Raes war an Studentendemonstrationen aktiv beteiligt. 
In 1955 organisierte er eine große Konferenz in Brügge der Nouvelles Equipes Internationales (der Vereinigung der christdemokratischen Parteien in Europa, Vorgängerin der Europäischen Volkspartei) und der Internationalen Union junger Christdemokraten. Er absolvierte seinen Wehrdienst beim Ersten Panzerregiment und wurde Reserveoffizier im Rang eines Leutnants. 
Zurück in Brügge wurde er Praktikant und Referendar der Staatsanwaltschaft. Danach arbeitete er in Abteilungen von Ministerien. Er hatte Positionen als Kabinettssekretär und (Rechts-)Berater der Minister Albert de Gryse (Post), Arthur Gilson (Inneres), André Dequae (Finanzen), Pierre Wigny (Justiz) und Paul-Willem Segers (Verteidigung) inne. 1961 wurde er als Stellvertreter des Kronanwalts in Kortrijk und Brügge dauerhaft in den Magistrat berufen. 
1969 wurde er unter Ludovic Caeymaex zum stellvertretenden Direktor der belgischen Sicherheitsdienste ernannt, dem er 1977 als Direktor folgte. Er wurde von Justizminister Alfons Vranckx eingesetzt. Bis Juni 1990 blieb er in dieser Funktion. 1968 war er Mitbegründer des Berner Clubs und von 1977 bis 1990 dessen Gastgeber.
Im Juni 1990 versetzte Justizminister Melchior Wathelet Raes in die Zentralverwaltung als stellvertretenden Generalsekretär. Von 1993 bis zu seiner Pensionierung 1997 war Raes Generaldirektor für öffentliche Sicherheit, Leiter der Generaldirektionen für Gesetzgebung, Gottesdienste, Stiftungen und Vermächtnisse im Justizministerium.
Raes ist verheiratet und hat zwei Töchter. 

## Ehrenfunktionen
Raes war im Board of Directors des Carnegie Hero Fund. 
Im Jahr 2000 wurde er in Brügge zum Honorarkonsul von Marokko ernannt. Von 2001 bis 2011 war er stellvertretender Vorsitzender des belgischen Konsularkorps in Westflandern. 
Er ist Ehrenmitglied des Special Air Service.

## Ehrungen
- Kommandeur des Leopoldsordens
- Kommandeur des Kronenordens
- Großes Band des Königlichen Ouissam Alaouite (Marokko)
- Zivilverdienstorden (Spanien)
- Großoffizier des Ordens des Löwen von Finnland
- Großoffizier des Verdienstordens der Italienischen Republik
- Großoffizier des Phönix-Ordens Griechenland
- Großoffizier des Ordens des Infanten Dom Henrique (Portugal)
- Großoffizier des Ordens de Isabel la Católica (Spanien)
- Kommandeur der Ehrenlegion (Frankreich)
- Kommandeur des Königlichen Nordstern-Ordens (Schweden)
- Kommandeur des Ordens von Oranien-Nassau (Niederlande)
- Kommandeur des Ordens des Heiligen Schatzes (Japan)
- Verdienstorden der Bundesrepublik Deutschland